# Dudusa javana
Dudusa javana är en fjärilsart som beskrevs av Walter Karl Johann Roepke 1944. Dudusa javana ingår i släktet Dudusa och familjen tandspinnare. Inga underarter finns listade i Catalogue of Life.